# مسابقات تکواندو قهرمانی آسیا
مسابقات تکواندو قهرمانی آسیا، رقابت‌های قهرمانی آسیا در ورزش تکواندو است که در بخش‌های مبارزه (کیوروگی) و اجرای فرم (پومسه) توسط اتحادیه تکواندو آسیا و به‌صورت دوسالانه برگزار می‌شود.

## مسابقات
| سال  | تاریخ                   | میزبان                      | محل برگزاری               | قهرمان بخش مردان | قهرمان بخش زنان |
| ---- | ----------------------- | --------------------------- | ------------------------- | ---------------- | --------------- |
| ۱۹۷۴ | 18–20 اکتبر             | سئول، کره جنوبی             | کوکی وان (تکواندو)        | کره جنوبی        |                 |
| ۱۹۷۶ | 16–17 اکتبر             | ملبورن، استرالیا            | سالن دالاس بروکس          | کره جنوبی        |                 |
| ۱۹۷۸ | 8–10 سپتامبر            | هنگ کنگ                     | استادیوم مکفرسون          | کره جنوبی        |                 |
| ۱۹۸۰ | 14–16 نوامبر            | تایپه، تایوان               | سالن ورزشی شهرداری        | کره جنوبی        |                 |
| ۱۹۸۲ | 9–11 دسامبر             | سنگاپور                     | استادیوم گی ورلد          | کره جنوبی        |                 |
| ۱۹۸۴ | 9–11 نوامبر             | مانیل، فیلیپین              | مجموعه ورزشی یادبود ریزال | کره جنوبی        |                 |
| ۱۹۸۶ | 18–20 آوریل             | داروین (استرالیا), استرالیا | مجموعه ورزشی گال          | کره جنوبی        | تایوان          |
| ۱۹۸۸ | 23–25 مارس              | کاتماندو، نپال              | ورزشگاه داسارات رانگاسالا | کره جنوبی        | کره جنوبی       |
| ۱۹۹۰ | 2–4 June                | تایپه، تایوان               | دانشکده جونیور شهرداری    | کره جنوبی        | تایوان          |
| ۱۹۹۲ | 31 January – 2 February | کوالا لامپور، مالزی         | ورزشگاه نگارا             | کره جنوبی        | کره جنوبی       |
| ۱۹۹۴ | 28–30 January           | مانیل، فیلیپین              | سالن نینوی آکوئینو        | کره جنوبی        | کره جنوبی       |
| ۱۹۹۶ | 14–16 June              | ملبورن، استرالیا            |                           | کره جنوبی        | کره جنوبی       |
| ۱۹۹۸ | 15–17 مه                | هوشی‌مین (شهر), ویتنام       |                           | کره جنوبی        | کره جنوبی       |
| ۲۰۰۰ | 13–16 مه                | هنگ کنگ                     |                           | کره جنوبی        | کره جنوبی       |
| ۲۰۰۲ | 26–28 آوریل             | امان، اردن                  |                           | کره جنوبی        | کره جنوبی       |
| ۲۰۰۴ | 20–23 مه                | سئونگنام، کره جنوبی         |                           | کره جنوبی        | کره جنوبی       |
| ۲۰۰۶ | 21–23 آوریل             | بانکوک، تایلند              | ورزشگاه سرپوشیده هائومارک | کره جنوبی        | کره جنوبی       |
| ۲۰۰۸ | 26–28 آوریل             | لوئویانگ، چین               | سالن ورزشی مرکز ورزشی     | ایران            | چین             |
| ۲۰۱۰ | 21–23 مه                | نورسلطان، قزاقستان          | مجموعه ورزشی داولت        | ایران            | کره جنوبی       |
| ۲۰۱۲ | 9–11 مه                 | هوشی‌مین (شهر), ویتنام       | ورزشگاه سرپوشیده فو تو    | کره جنوبی        | تایوان          |
| ۲۰۱۴ | 26–28 مه                | تاشکند، ازبکستان            | Universal Palace          | ایران            | کره جنوبی       |
| ۲۰۱۶ | 18–20 آوریل             | پاسای، فیلیپین              | مرکز همایش ماریوت         | ایران            | کره جنوبی       |
| ۲۰۱۸ | 26–28 مه                | هوشی‌مین (شهر), ویتنام       | ورزشگاه سرپوشیده فو تو    | کره جنوبی        | چین             |
| ۲۰۲۱ | ۱۶–۱۸ June              | بیروت، لبنان                |                           | کره جنوبی        | کره جنوبی       |
| ۲۰۲۲ | ۲۴–۲۷ June              | چانچئون، کره جنوبی          |                           | ازبکستان         | ایران           |